# Tratado de Cuz-Cuz
El Tratado de Cuz-Cuz fue un acuerdo suscrito en el marco de la llamada guerra civil chilena de 1829-1830, la que tras la batalla de Lircay dio paso a la denominada República Conservadora. Se firmó entre los rebeldes pelucones, triunfadores de la contienda bélica, y los pipiolos o liberales en el pueblo de Cuz-Cuz, actual IV Región de Coquimbo.

## Antecedentes
Con la reagrupación de las fuerzas derrotadas en la batalla de Lircay, Benjamín Viel organizó, con la ayuda del teniente Pedro Reyes Ruiz, una columna de 180 hombres, con los cuales tomaron la ciudad de Melipilla el 22 de abril de 1830.
El proyecto de Viel y Ramón Freire era seguir hacia el norte, aumentar sus fuerzas y caer de improviso sobre Santiago.
Al enterarse de la sublevación de Pedro Uriarte en La Serena, decidieron juntarse con él, para unir los efectivos y atacar a Santiago. Diego Portales, sabedor de estos hechos, mandó a dos escuadrones de caballería a las órdenes del general José Santiago Aldunate más 200 hombres contra las tropas de Viel y Uriarte.
El general Aldunate estaba dispuesto a tratar de llegar a un arreglo amistoso con ellos, quienes se habían juntado cerca de Illapel, donde marcharon en una sola columna.
Aldunate dirigió el 12 de mayo una comunicación para entrar en arreglo y a la cual contestó Viel diciendo que estaba dispuesto a negociar.
Para ello se encontraron el 16 de mayo en un pueblito llamado Cuz-Cuz, entre Illapel y el río Choapa.

## El acuerdo
Concurrieron el coronel Pedro Reyes Ruiz, representando a Viel, y el capitán de artillería Victoriano Martínez Gutiérrez, apoderado del general Aldunate.
Estos eran plenipotenciarios y firmaron a las cuatro de la tarde del 17 de mayo de 1830 un tratado que contaba de nueve artículos, en los cuales acordaban firmar un acuerdo de unión para terminar con la Guerra Civil.
Determinaron no tomar represalias contra ninguno de los soldados y civiles que hubieran participado en ella. Este tratado o convención fue desaprobado por Portales y no fue reconocido por el Gobierno de José Tomás Ovalle.